# مبرهنة لاغرانج (نظرية الأعداد)
في نظرية الأعداد،مبرهنة لاغرانج سميت نسبة إلى عالم الفرنسي جوزيف-لويس لاغرانج حول إمكانية الحصول على قيم صحيحة من كثيرة حدود على فترة محددة. بشكل أكثر دقة على ما يلي:
إذا كان p عددا أوليا و {\displaystyle f(x)} متعددة حدود صحيحة معرفة على {\displaystyle \mathbb {Z} /p} من الدرجة n ولا تساوي متعددة الحدود المنعدمة (أي على الأقل عامل من عواملها غير قابل للقسمة على p)، فإن المعادلة {\displaystyle f(x)\equiv 0{\pmod {p}}} لها على الأكثر n حلاً في {\displaystyle \mathbb {Z} /p}.

## البرهان
لتكن {\displaystyle \textstyle g(x)\in (\mathbb {Z} /p)[x]} كثيرة الحدود التي نحصل عليها بأخذ عوامل f(x) mod p. الآن (i) f(k) تقبل القسمة على p إذا وفقط إذا g(k) = 0؛ (ii) g(k)ليس لديها جذور أكثر من درجتها.
لاحظ بأن g(x) = 0 إذا وفقط إذا كل معامل من معاملات (f(x يقبل القسمة على p. لنفرض أن (g(x لا تساوي 0؛ بالتالي فإن درجتها معرفة. من السهل ملاحظة أن {\displaystyle \textstyle \deg g(x)\leq \deg f(x)}. لإثبات (i)، يجب علينا أولاً حساب g(k) إما مباشرة بالتعويض بأحد البواقي k والقيام بالعمليات الحسابية {\displaystyle \textstyle \mathbb {Z} /p} أو بأخذ f(k) mod p. بالتالي g(k)=0 إذا وفقط إذا f(k) mod p يساوي 0. مايعني إذا وفقط إذا (f(k تقبل القسمة على p. 

وأخيراً لاحظ أن الحلين {\displaystyle \textstyle f(k_{1}),f(k_{2})\equiv _{p}0} ليسا متطابقين mod p إذا وفقط إذا {\displaystyle \textstyle k_{1}\not \equiv _{p}k_{2}}. . والآن بوضع كل ماتوصلنا إليه: عدد الحلول الغير متطابقة mod p من (i) يساوي عدد حلول (g(x، والذي من (ii) من درجة (f(x على الأكثر.